# 比爾 (密蘇里州香農縣)
比爾（英語：Beal）是位於美國密蘇里州香農縣的鬼鎮。

## 歷史
比爾的郵局於1922年設立，其後於1932年停運。

## 地理
比爾所處的海拔為高於海平面165米（即541英呎），而該地所採用的時區為UTC-6，即北美中部時區（CST）。同時該地設有夏令時間，為UTC-6調快一小時，即UTC-5（CDT）。